# Broadcatching
El Broadcatching o descarga sindicada es la combinación de un sistema de sindicación y otro de descarga convencional o p2p para descargar material digital distinto al habitual (contenido de blogs, webs u otra información textual).

Los sistemas más habituales son el podcasting en el que se descarga automáticamente y según se van publicando archivos de audio; y la combinación de torrents con RSS u otro sistema equivalente.
Estos dos últimos sistemas son muy compatibles porque el sistema torrent funciona muy bien cuando hay muchos usuario compartiendo, sin embargo, es fácil quedarse con la descarga a medias si la descarga se prolonga o se empezó a descargar más tarde que la mayoría de los usuarios.
Combinándolo con un sistema de subscripción, se mejora la descarga al principio, cuando normalmente muchos peers no se habrían enterado de que existe el torrent, y minimiza el número rezagados y que se quedan con la descarga a medias.
Un material muy descargado de esta forma son las series y programas de televisión.
- Datos: Q922490